# Bergtussen
Der Bergtussen (norwegisch für Gnom im Hügel) ist ein 2332 m hoher Nunatak im ostantarktischen Königin-Maud-Land. Im westlichen Teil des Gebirges Sør Rondane ragt er westlich des Tussebreen am nördlichen Ende des Gandrimen auf.
Wissenschaftler des Norwegischen Polarinstituts benannten ihn 1973.